# Rakitnica (Virje)
Rakitnica falu Horvátországban Kapronca-Kőrös megyében. Közigazgatásilag Prodavízhez tartozik.

## Fekvése
Kaproncától 20 km-re délkeletre, községközpontjától 10 km-re délnyugatra a Bilo-hegység déli fekvésű völgyében a Belovár felé vezető út mentén  fekszik.

## Története
A falunak 1857-ben 126, 1910-ben 198 lakosa volt. Trianonig Belovár-Kőrös vármegye Kaproncai járásához tartozott. 1945-ben négy osztályos alapiskola nyílt a településen, de a gyerekek kis száma miatt 1959-ben ezt bezárták. A gyerekek Hampovicára és Prodavízre járnak iskolába. 2001-ben 141 lakosa volt. Lakói főként mezőgazdasággal foglalkoznak, vagy a környék vállalatainál dolgoznak. Egyházilag Rakitnica a miholjaneci plébániához tartozik. A faluban önkéntes tűzoltóegylet és nőegylet működik.

## Külső hivatkozások
Virje község hivatalos oldala